# 大石孝次
大石 孝次（おおいし たかつぐ、12月21日 - ）は、神奈川県横浜市生まれのディレクター。通称、スパイシー。

## 人物
- 元ケイエスエス社員。ソフトガレージ店舗にて「西五反田フォークキャンプ」を立ち上げ、イベントやCD制作、テレビ番組制作や、同社のOVAアニメーションのプロデュースを行う。
- 「西五反田フォークキャンプ」で古山きみ子、そのざきみえ、松来未祐などをプロデュース。それを経て、チェンバースレコーズのスタッフになる。
- WEBラジオ『佐藤利奈のあの空で逢えたら』（以下、『逢えたら』）と『生天目仁美のお陽さまとおさんぽ』（以下、『おさんぽ』）のディレクターではスパイシー名義で出演もしていた。また、二人のアルバムもプロデュースし、イベントでは司会を担当。
- 2007年3月、番組リニューアルに伴い『逢えたら』を降板、『おさんぽ』も同年6月28日配信分で番組終了。
- チェンバースレコーズを退社後、フリーとして活動。また、横浜でカフェバー「CAFE A GO GO」のマスターを、2009年8月15日まで勤めた。
- 『逢えたら』降板後は暫くメディアに登場していなかったが、約1年半ぶりにネトラジ『佐藤利奈のあの空で逢いましょう♪F』（第76回 2008年9月25日配信分）にゲスト出演した。
- 2008年12月17日より大石、佐藤美佳子、伊藤舞子のパーソナリティー3人によるWEBラジオ『CAFE A GOGO RADIO STATION』を配信開始。2009年5月20日配信分の第11回で番組終了。
- 生年・年齢については明らかにしていないものの、自身のブログ「Full Book」によると『アラフォー』（40歳前後）と書かれている。
- 2014年2月よりArc Jewel所属のStella☆Beatsのプロデュースを行う。

## その他
- 佐藤利奈や生天目仁美などの作詞・作曲の楽曲を手掛けており、その時は本名で表記されている
- 作曲する時はピアノとリズムマシーンとベースの3点セットを使用していた

## アニメーション・プロデュース
- OVA「ONE〜輝く季節へ〜」Vol.1〜4　発売：ケイエスエス
- OVA「ONE〜輝く季節へ〜 TrueStories」Vol.1〜3　発売：タキコーポレーション

## アルバムCDプロデュース・ディレクター
- 「熱海」西五反田フォークゲリラショー　発売：NGFC
- 「おひさまとおさんぽ」生天目仁美　発売：フロンティアワークス
- 「空色のリボン」佐藤利奈　発売：フロンティアワークス

## マキシシングルCDプロデュース・ディレクター
- 「キミにエールを」生天目仁美　発売：タキコーポレーション
- 「ひまわりデイズ」佐藤利奈　発売：フロンティアワークス
- 「真っ白な気持ち」佐藤利奈　発売：フロンティアワークス
- 「明日へ…」生天目仁美　発売：フロンティアワークス
- 「大切なもの」わにゃ（茂呂田かほる・石川静）　発売：NGFC
- 「Memories of Summer」佐藤利奈　発売：フロンティアワークス

## シングルCDプロデュース・ディレクター
- 「ジェリービーンズ」川上とも子　発売：NGFC
- 「こころここ」菊地由美　発売：NGFC
- 「Vanish」こやまきみこ　発売：NGFC

## ラジオCDプロデュース・ディレクター
- 「生天目仁美のお陽さまとおさんぽ 1・2」生天目仁美　発売：フロンティアワークス
- 「佐藤利奈のあの空で逢えたら 1・2」佐藤利奈　発売：フロンティアワークス
- 「フォークキャンプラジオステーション 1・3」松来未祐　発売：NGFC
- 「フォークキャンプラジオステーション 2・4」野川さくら　発売：NGFC

## ドラマCDプロデュース・ディレクター
- アニメ版「ONE〜輝く季節へ」KSS　発売：ケイエスエス
- 「女の子どうし」Stone Heads　発売：ストーンヘッズ
- 「はにしょーとけーき」チェンバースレコーズ　発売：ホビレコーズ
- 「はにーショートケーキ・雪山温泉合宿編」チェンバースレコーズ　発売：ホビレコーズ
- 「あの空の向こう側」High-Soft　発売：リトルウイング
- 「プライベートナース」カスタード・プリン　発売：リトルウイング
- 「ほのかな媚薬」カスタード・プリン　発売：リトルウイング

## アニメーション主題歌プロデュース・ディレクター
- OVAモエかん「Feel in high」佐藤真樹　発売：ケイエスエス

## CD-ROMプロデュース・ディレクター
- 「ちいさな翼」松来未祐　発売：NGFC
- 「らぶりーともちゃんのうさぎのみみたぶ」川上とも子 発売：NGFC

## Stella☆Beatsプロデュース・ディレクター
- 1st シングル「この恋はとまらない」　2014年12月8日付けオリコンデイリーチャート1位[1]
  - 「この恋はとまらない」（作詞）
  - 「Birth to stella」（作詞）

## ラジオ

### レギュラー
- スパイシーのKOラジオ（HiBiKi Radio Station、2010年7月12日 - ）

### 過去
- 苺ましまろ情報局（週間アニメプレス／文化放送）
- 島涼香のしまっていこう（High-Soft）
- 佐藤利奈のあの空で逢えたら（音泉）
- 生天目仁美のお陽さまとおさんぽ（音泉）
- 佐藤利奈のあの空で逢いましょう♪F（音泉、ゲスト出演）
- CAFE A GO GO RADIO STATION（めでぃあ横町）
- 喜多村英梨のワンダリーRADIO SHOW（HiBiKi Radio Station、2010年3月31日 - 10月27日）

### ブログ
- 彼女が風に吹かれた場合 スパイシー公式ブログ（2011年6月5日 - ）
- ストリート・ライフ・セレネード スパイシー旧公式ブログ（2007年1月18日 - 2011年6月29日）

### ラジオ関連
- CAFE A GO GO RADIO STATION

- 佐藤利奈のあの空で逢えたら（チェンバースレコーズ）
- 生天目仁美のお陽さまとおさんぽ（チェンバースレコーズ）

- タキコーポレーション
  - 「生天目仁美のお陽さまとおさんぽ」（タキコーポレーション内サイト）
    - NEWS

- インターネットラジオステーション<音泉> - ウェイバックマシン（2004年4月9日アーカイブ分）
- Supporters community site BEWE
- アニメイトタイムズ